# Eudarcia anaglypta
Eudarcia anaglypta is een vlinder uit de familie van de Meessiidae. Deze soort is voor het eerst wetenschappelijk beschreven als Demobrotis anaglypta door Edward Meyrick in een publicatie uit 1893.
De soort komt voor in Australië.